# パラマウント映画配給のアニメ映画の一覧
- アニメーション映画 > アメリカ合衆国のアニメ映画作品一覧 > パラマウント映画配給のアニメ映画の一覧

## 作品
| フライシャー・スタジオ           |
| パラマウント・アニメーション     |
| ニコロデオン・ムービーズ         |
| ドリームワークス・アニメーション |
| その他のパラマウントスタジオ     |
| サードパーティのスタジオ         |

### 1940年代
- ガリバー旅行記 (1948年4月13日)

### 1950年代
- バッタ君町に行く (1951年1月24日)

### 1970年代
- シャーロットのおくりもの (1973年8月25日)
- がんばれ!スヌーピー (1977年7月16日)

### 1980年代
- スヌーピーとチャーリー・ブラウン ヨーロッパの旅 (劇場未公開)

### 1990年代
- ハリエットのスパイ大作戦 (VHS発売／1997年12月17日)
- グッド・バーガー (1998年7月24日)
- ラグラッツ・ムービー (1999年12月23日)

### 2000年代
- サウスパーク/無修正映画版 (2000年8月12日)
- ビーバス＆バットヘッド DO AMERICA (2000年9月22日)
- ラグラッツのパリ探検隊 (2002年4月20日)
- ヘイ・アーノルド! ムービー (2003年10月24日)
- ワイルド・ソーンベリーズ ムービー (2003年10月24日)
- クール・ワールド (DVD発売／2004年3月26日)
- ジミー・ニュートロン 僕は天才発明家! (VHS&DVD発売／2004年11月26日)
- ラグラッツのGOGOアドベンチャー (VHS&DVD発売／2004年11月26日)
- スポンジ・ボブ/スクエアパンツ ザ・ムービー (2006年4月22日)
- 森のリトル・ギャング (2006年8月5日)
- マウス・タウン ロディとリタの大冒険 (2006年10月22日)
- バーンヤード (2006年12月12日)
- シュレック3 (2007年6月30日)
- ベオウルフ/呪われし勇者 (2007年12月1日)
- ビー・ムービー (2008年1月26日)
- カンフー・パンダ (2008年7月26日)
- マダガスカル2 (2009年3月14日)
- モンスターVSエイリアン (2009年7月11日)

### 2010年代
- ヒックとドラゴン (2010年8月7日)
- シュレック フォーエバー (2010年12月18日)
- カンフー・パンダ2 (2011年8月19日)
- ランゴ (2011年10月22日)
- タンタンの冒険/ユニコーン号の秘密 (2011年12月1日)
- 長ぐつをはいたネコ (2012年3月17日)
- マダガスカル3 (2012年8月1日)
- ガーディアンズ 伝説の勇者たち (DVD発売／2013年11月22日)
- メガマインド (アマゾン／2014年3月5日)
- スポンジ・ボブ 海のみんなが世界を救Woo! (2015年5月16日)
- リトルプリンス 星の王子さまと私 (2015年11月21日)
- アノマリサ (ブルーレイ&DVD発売／2016年6月3日)
- キャプチャー・ザ・フラッグ 月への大冒険! (DVD発売／2016年7月6日)
- モンスタートラック (ブルーレイ&DVD発売／2017年6月7日)
- 名探偵シャーロック・ノームズ (ブルーレイ&DVD発売／2018年8月8日)
- みんなあつまれ! ワンダーパーク (DVD発売／2019年10月9日)

### 2020年代
- ソニック・ザ・ムービー (2020年6月26日)
- スポンジ・ボブ: スポンジ・オン・ザ・ラン (Netflix／2020年11月5日)
- パウ・パトロール ザ・ムービー (2021年8月20日)
- ラウド・ハウス・ムービー (Netflix／2021年8月20日)
- でっかくなっちゃった赤い子犬 僕はクリフォード (2022年1月22日)
- モンスターズ・リーグ (アマゾン／2022年4月13日)
- ソニック・ザ・ムービー/ソニック VS ナックルズ (2022年8月19日)